# Der Fall (Podcast)
Der Fall ist das Gesellschafts-Crime Format von Funk und dem ZDF, welches journalistisch-investigativ in unterschiedliche Facetten des Lebens vordringt. Es erscheint alle 14 Tage immer dienstags auf YouTube und dazu antizyklisch versetzt ebenfalls alle zwei Wochen als Podcast.

## Inhalt

### Reportagen
Die Journalistengruppe rund um das Format Der Fall recherchiert zu Kriminalfällen sowie ihren Hintergründen. Diese werden für die Konsumenten nicht nur aufgearbeitet, sondern mit Hilfe von Experten auch in einen gesellschaftlichen Kontext gesetzt. Teil der Reportagen können direkte Erfahrungen vom Tatort oder aus dem Gerichtssaal sowie Interviews und Exkurse über naheliegende Themen sein. So geht es nicht nur um die Täter, sondern auch besonders um die Hinterbliebenen und Opfer genauso wie die Gesellschaft, zu der der Täter gehörte. So kann auch das Publikum zum Element werden, wenn psychologische Bereiche, soziale Motive und Normen sowie die Veranlagungen der Täter besprochen werden.
Die Hosts sind Investigativ-Journalistin Yannah Alfering, freie Journalistin Chantale Rau, freie Journalistin Nadia Aboulwafi, Medizinstudentin & Content Creatorin Esther Lioba und der Wirtschaftspsychologe, Moderator, Reporter & Autor Riccardo Vaccaro.

### Podcast
Im zugehörigen Podcast mit der Kriminalpsychologin Lydia Benecke und der freien Journalistin und Psychologiestudentin Sarah Koldehoff, werden die Themen immer in der darauf folgenden Woche nochmal aus psychologischer Sicht begutachtet und besprochen. Betrachtet wird vor allem die Psychologie hinter den Fällen und mögliche Prävention. Besonders die im Umgang mit Gewaltstraftätern sehr erfahrene Kriminalpsychologin gibt einen Einblick in ihren Arbeitsalltag mit Schwerverbrechern und deren Psyche, welche diese teils zu solchen Taten bringt.

## Wissenschaftliche Hintergründe
Im Podcast stellt die Psychologiestudentin Sarah Koldehoff meist Fragen an die Expertin Lydia Benecke. Diese sind oft ausformulierte, intuitive Eindrücke, die man auch als Zuhörer zum Thema der jeweiligen Folge stellen könnte. Beispiele hierfür wären: „Was für Menschen sind das, die in eine solche Situation geraten?“, „Warum geht der Täter so ein Risiko ein“ oder „Wie gehen die Opfer mit so einer Tat um?“. Diese Fragen beantworten die beiden Moderatorinnen im Laufe der Folge und dabei geht es ihnen nicht nur um den klassischen Zweck eines True-Crime-Podcasts, einen realen Fall zu erzählen, sondern auch darum in die wissenschaftlichen Hintergründe einzutauchen. In diesem Sinne führen sie wissenschaftliche Erkenntnisse aus der klinischen Psychologie und Psychiatrie an. Oft werden die Protagonisten auch auf psychopathologischer Ebene betrachtet.

## Mediale Resonanz
Derzeit, Stand Januar 2024, befindet sich der Podcast in den True-Crime Charts auf Spotify auf Platz 29 von 50 und hat eine Bewertung von 4,5 von 5 möglichen Sternen. Der YouTube-Kanal hat 181.000 Abonnenten und 74 Videos, deren Aufrufe sich im Bereich von 50.000–1,5 Mio. bewegen.